# 林異
林異（约1910年—2008年），臺灣雲林縣莿桐鄉人，醫生，擅於搶救農藥中毒，也是莿桐鄉第一任鄉長、雲林縣第一屆、第二屆議員，到九十八歲時得到第十七屆醫療奉獻獎。

## 生平
林異為北海道岩手醫學專門學校（岩手醫專，今岩手醫科大學）畢業。岩手醫專是日治時期臺灣人學醫的熱門學校，如謝春梅也是此校畢業的。
1929年，林異學成回臺灣，服務於馬偕醫院，1940年在今莿桐鄉和平路20號開設厚生診所，主治外科、婦產科。他在診所旁小屋闢建一間相撲室，每到假日就與人同樂。
林異曾任莿桐鄉首任鄉長，政見只有短短幾個字「實施民主政治，實現三民主義」。鄉長任內，因罔于學校行政遭申誡。後任第一屆、第二屆縣議員。1954年12月18日，他因任莿桐鄉農會理事長時濫用公帑打官司，被嘉義地方法院判罰七百銀元罰金。
1960年代前後，臺灣農村開始用農藥。1968年，臺灣省農會決定在莿桐建立生產巴拉松、滴滴涕、安特靈、撲滅松等農藥的台灣省農會附設各級農會農化廠。
許多農民對使用農藥知識不足，常農藥中毒。當時林異常讀美國醫學雜誌，找出解毒的新方法，因而出名。莿桐鄉代表會主席劉文溪表示鄉民只要農藥中毒，全都是找他，一定都沒問題，那時候農藥中毒的人真的很多。林異女兒回憶說，以前父親到幾個子女家看內外孫，常連茶都沒喝坐不到廿分鐘就走，父親總說自己可以等病人，不可以讓病人等。
1985年3月4日，衛生署環保局提出報告，指出全臺灣的農藥廠皆不安全，已嚴重汙染環境，也包括莿桐鄉日西村的省農會附設各級農會農化廠。
林異從醫長達六十二年，於1991年退休，在2007年九十八歲獲得醫療奉獻獎時，已常住於台大醫院雲林分院。2007年4月28日，林明思代替父親領第十七屆醫療奉獻獎。
2013年時，雲林縣第一屆議員五十一人中，僅存黃月華在世。